# Mi Hazánk Mozgalom
A Mi Hazánk Mozgalom (rövidített nevén Mi Hazánk) nemzeti radikális, populista, euroszkeptikus párt Magyarországon. A legtöbb politikai elemző a radikális jobboldalra vagy inkább a szélsőjobboldalra helyezi őket, önmeghatározásuk szerint harmadikutasok. A pártot Toroczkai László és több, a Jobbik Magyarországért Mozgalomból kilépő politikus alapította a 2018-as országgyűlési választás után, miután a Jobbik felhagyott a radikális jobboldali ideológiájával. Több politikus és sajtóorgánum véleménye szerint a Mi Hazánk Mozgalom együttműködik a Fidesz-szel, miközben számos ellentét feszül a Fidesz és a Mi Hazánk között, olykor személyesek is.

## Története

### Előzmények
2018. április 8-án az elveszített választások után, a Jobbik elnöke, Vona Gábor, ígéretéhez híven lemondott, ezért tisztújító kongresszust írtak ki a pártban. Ezt megelőzően módosították a párt alapszabályát, bevezetve az elnökhelyettesi tisztséget. Az elnöki pozícióra elsőként Toroczkai László jelezte indulási szándékát, amelyet az ügyvivő elnökség által jelölt Sneider Tamás elnöki pályázata követett. A tisztújító kongresszuson a Vona Gábor által támogatott Sneider Tamás (elnök) – Gyöngyösi Márton (elnökhelyettes) páros nyert. A kongresszusi küldöttek közel fele (46%-a) a Toroczkai László (elnök) – Dúró Dóra (elnökhelyettes) párosra szavazott. Toroczkai László bejelentette hogy Mi Magunk néven platformot alakít a párton belül. Az elnökség bejelentette hogy Toroczkai platformját nem fogadja el, mert alapszabály-ellenesnek tartja, bár az alapszabályban nincs ilyen határozat. Eljárást indítottak Toroczkai és Dúró Dóra ellen, amelynek vége az lett, hogy Dúró Dórát kizárták a frakcióból, Toroczkait pedig a pártból. Ezt követően Dúró Dóra és férje, Novák Előd is kiléptek a pártból, így a Mi Magunk platform önálló mozgalom lett. Toroczkai kizárása és a Dúró Dóra elleni eljárás eredményeként sok Jobbik-tag és alapszervezet jelezte a kilépését a pártból, illetve feloszlását. Egy részük csatlakozott az új mozgalomhoz.

### Megalapítása és szervezése (2018)
Toroczkai László 2018. június 14-én Facebook-bejegyzésben tudatta a nyilvánossággal, hogy a platformalakítás meghiúsulása miatt az új mozgalom Mi Hazánk Mozgalom néven zászlót bont 2018. június 23-án Ásotthalmon. 2018. július 20-án fektette le a tagság az alapszabályt. 2018. augusztus 19-én honlapjukon közzétették a megbízott megyei elnökök névsorát.
2018. augusztus 20-án Budapesten, a Városligetben tartott ünnepi rendezvényükön kihirdették Alapító Nyilatkozatukat, majd másnap, 2018. augusztus 21-én Dúró Dóra elnökhelyettes bejelentette, hogy a Mi Hazánk Mozgalom politikai pártként történő bírósági nyilvántartásba vétele jogerősen megtörtént.
2018. október 14-én a párt bejelentette, hogy a párt létrehozza az ifjúsági szárnyát, Mi Hazánk Ifjai néven. 2018. októberében a Jobbikból és annak országgyűlési frakciójából kilépett három országgyűlési képviselő, Volner János, Apáti István és Fülöp Erik csatlakozott a Mi Hazánk Mozgalomhoz. 2018. november 10-én a Mi Hazánk Dúró Dóra vezetésével frakciónak nem minősülő országgyűlési képviselőcsoportot hozott létre velük.
2018. december 22-én felavatták a párt központi irodáját, Józsefvárosban, de jelenleg a Mi Hazánk Mozgalom központi irodája a Budapest XI., Bartók Béla út 96.sz. alatt működik, levelezési címük: 1141 Budapest, Komócsy u. 5.

### Működése pártként (2019–)

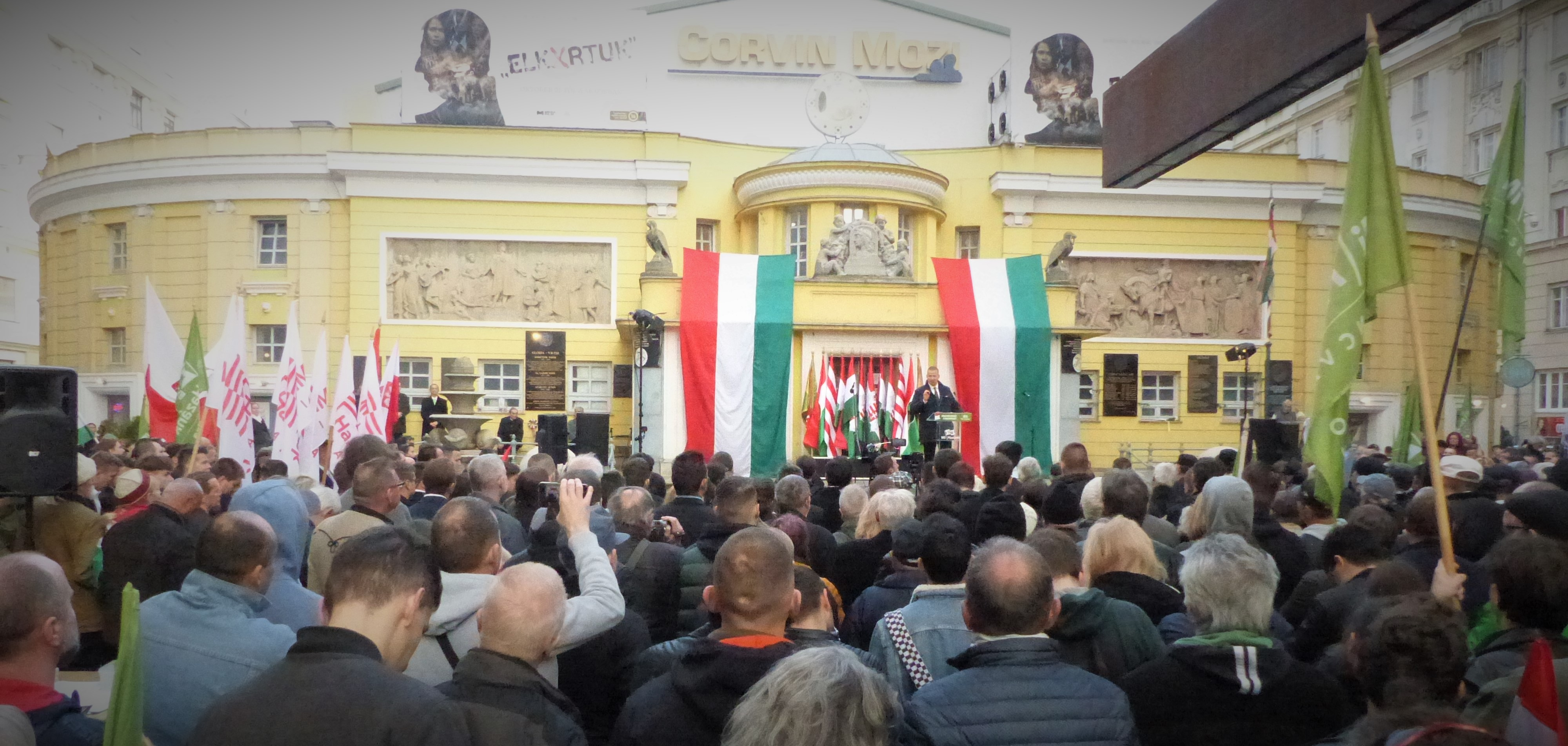
A Mi Hazánk Mozgalom nagygyűlése 2021. október 23-án, a Corvin közben

2019. június 1-jén Toroczkai László bejelentette, hogy létrehozza a Nemzeti Légió nevű szervezetet. A pártelnök elmondása szerint a Légió a 2009-ben betiltott Magyar Gárda szellemiségét akarja tovább vinni.
Az új párt ismertségét eleinte figyelemfelkeltő akciókkal, legtöbbször felvonulásokkal igyekezett növelni. Ilyen volt például a 2019. május 21-én tartott Törökszentmiklósi vonulás, melyet a párt elmondása szerint azért tartott meg, mert egy cigány férfi többször is összevert embereket a városban minden előzmény nélkül. Hasonló demonstrációt tartott a párt 2020. február 17-én Sályon. Ennek oka egy brutális gyilkosság volt, mely során egy 61 éves nőt ölt meg egy 21 éves helyi cigány férfi.
Ilyen figyelemfelkeltő akció volt még 2020. március 1-én a Budapesten tartott felvonulás, amin Horthy Miklós budapesti bevonulásának 100. évfordulójára emlékeztek. A párt folytatta a Jobbik által elindított karácsonyi keresztállítást is. Keresztet állítottak például a VI. kerületben is, amit a Momentumos polgármester előzetesen megtiltott.
2019. január 26-án, Budapesten tartott évértékelő, kampánynyitó rendezvényén Toroczkai László bemutatta a Mi Hazánk EP-választási programját, amelyet nyomtatott formában is kiadtak. 2019. február 20-án, Toroczkai László, Nagy Tibor a MIÉP elnöke és Hajdara Roland, az FKGP elnöke megállapodást kötöttek a Mi Hazánk Mozgalom, a Magyar Igazság és Élet Pártja, valamint a Független Kisgazdapárt együttműködéséről.
2019. február 27-én Novák Előd alelnök, a párt EP-választási kampányfőnöke mutatta be a sajtónak a Mi Hazánk Mozgalom EP-választási jelöltlistáját, amelyet Toroczkai László, a Mi Hazánk Mozgalom elnöke vezetett. Novák Előd közölte, a listán szereplő 63 ember egyúttal a Mi Hazánkkal együttműködési megállapodást aláíró Magyar Igazság és Élet Pártja (MIÉP) és a Független Kisgazdapárt (FKGP) jelöltje is.
2019 májusában, a 2019-es európai parlamenti választások kampányában a Facebook törölte Toroczkai László pártelnök Facebook-, később Instagram oldalát is, ami miatt Toroczkai később feljelentette a közösségi oldalt.
A Mi Hazánk a 2019-es európai parlamenti választáson 114 156 szavazatot, vagyis 3,29%-ot szerzett, így nem küldhetett képviselőt a parlamentbe.
A párt 2019. július 13-án Ásotthalmon tartotta meg I. kongresszusát. 2019. szeptember 11-én Volner János kilépett a Mi Hazánk Mozgalom parlamenti képviselői csoportjából (a pártnak sosem volt a tagja).
2020 február elején, Fekete István Szabadegyetem néven új intézményt alapított Újbudán a Mi Hazánk Mozgalom. Igazgatónak dr. Popély Gyula felvidéki történészt, a Magyar Tudományos Akadémia doktorát kérték fel.
A párt 2020. március 1-jén, Horthy Miklós kormányzóvá választásának századik évfordulója apropóján tartott rendezvényén a párt elnöke, Toroczkai László beszédében tett kijelentései miatt Köves Slomó rabbi, feljelentést tett a Büntető Törvénykönyv 332.§-ba ütköző közösség elleni uszítás bűncselekmény gyanúja miatt.
A párt 2020. május 28-án néhány száz fős demonstrációt szervezett Budapesten előbb az Országos Roma Önkormányzat székháza elé, majd a Deák Ferenc térre. A megmozdulást a Mi Hazánk annak ürügyén szervezte, hogy május 22-én a Deák Ferenc téren két fiatalt brutális kegyetlenséggel késeltek halálra. A Mi Hazánk a felvonulásukat állításuk szerint a bűnözés elleni fellépés érdekében kezdeményezték, illetőleg arra utaltak, hogy a késelő cigány származású. A rendőrség nem engedélyezte a demonstrációt, de nem oszlatta fel. Több résztvevőt feljelentettek a koronavírus-járvány miatt fennálló rendkívüli jogrend gyülekezésre vonatkozó szabályainak megsértése miatt.
2020. augusztus 16-án saját nyilatkozata szerint a „szexuális devianciák és a családellenes jelképek elleni tiltakozásul”, egy homofób akcióban Novák Előd, a Mi Hazánk alelnöke egy 15 méteres tűzoltólétrára felkapaszkodva leszedte a budapesti Városházáról, a Fővárosi Önkormányzat hivatalának épületéről az oda a főpolgármester által kihelyeztetett szivárványszínű zászlót, amelyet közleményében „szivárványos rongyként” is említett a Mi Hazánk Mozgalom. Ugyancsak Novák Előd vonta be az újbudai önkormányzat képviselőjeként az annak épületére kihelyezett hasonló jelképet is. Novák Előd ellen a rendőrség eljárást kezdeményezett, éjszakai házkutatást tartottak nála.
E két cselekmény szokatlanul nagy sajtóvisszhangot keltett, még az USA nagykövetsége is megszólalt, amit a Mi Hazánk elnöke közleményében utasított vissza. Ezt megelőzően Toroczkai László pártelnök követelte a „homoszexuális propagandára” utaló jelzés bevezetését a filmeknél és televíziós műsoroknál, amelynek érdekében törvényjavaslat benyújtását helyezték kilátásba. Ugyancsak ő tiltakozott a „deviáns propaganda” ellen az ásotthalmi polgármesteri hivatalra „provokátorok” által egy fotó erejéig kihelyezett szivárványzászló miatt.
2020. augusztus 22-én tartotta első tisztújító kongresszusát a Mi Hazánk, amelyen 2 évre – egyedüli elnökjelöltként, 100%-os szavazataránnyal, ellenszavazat nélkül – újraválasztották Toroczkai László pártelnököt. Az alelnökjelöltek közül Dúró Dóra, Novák Előd, Dócs Dávid korábbi alelnökök mellett Pakusza Zoltán és dr. Apáti István került az elnökségbe. Az újraválasztott elnök javaslata alapján az új elnökség ismét Dúró Dórát választotta elnökhelyettesnek.
2020 szeptemberében Dúró Dóra, a párt alelnöke „homoszexuális propagandának” nevezte a Meseország mindenkié című mesekönyvet, laponként széttépte, majd ledarálta azt. A politikus tettét több közszereplő kritizálta, mások kiálltak mellette, pl. Bagdy Emőke is. Orbán Viktor miniszterelnök a Kossuth Rádió 2020. október 4-i Vasárnapi Újság c. műsorában (07:58:20-07:59:48) ezt nyilatkozta az erre vonatkozó kérdésre: „Magyarország a homoszexualitás tekintetében egy toleráns, türelmes ország. De van egy vörös vonal, amit nem lehet átlépni, és én ebben összegzem a véleményemet: hagyják békén a gyerekeinket”.
2020. október 27-én a Facebook törölte a Mi Hazánk hivatalos Facebook-oldalát. Emiatt a Mi Hazánk kormányzati fellépést követelt.
2020 decemberében a Nemzeti Légió és a Magyar Önvédelmi Mozgalom tagjai aláírták a megállapodást, amelynek értelmében a Nemzeti Légió beolvadt a Magyar Önvédelmi Mozgalomba, és ezzel a Nemzeti Légió megszűnt létezni.
2021 márciusában a Mi Hazánk Mozgalom elnöke, Toroczkai László bejelentette, hogy a 2022-es magyarországi országgyűlési választáson mind a 106 egyéni választókerületben indítanak saját jelöltet, Budapesten és vidéken, és Toroczkai lesz a Mi Hazánk miniszterelnök jelöltje. Ebben a hónapban elkezdték képviselőjelöltjeik bemutatását is.
A 2022. szeptember 24-én tartott III. Kongresszuson az elnökség valamennyi tagját újraválasztották, valamint Toroczkai Lászlót 100% szavazataránnyal erősítették meg elnöki posztján.
A 2024. szeptember 28-án tartott IV. Kongresszuson ismét újraválasztották az elnökség valamennyi tagját és Toroczkai Lászlót 100% szavazataránnyal erősítették meg elnöki posztján.

## Szervezeti felépítése
A pártot hét elnökségi tagból álló ügyvezető szerve, az Elnökség vezeti. Az Elnökség tagjai az elnök, öt alelnök és a pártigazgató. A helyi szervezeteket elnökség vezeti, a vármegyék munkáját a vármegyei elnökök irányítják.

### Elnökei
| A Mi Hazánk Mozgalom elnökei | A Mi Hazánk Mozgalom elnökei | A Mi Hazánk Mozgalom elnökei | A Mi Hazánk Mozgalom elnökei | A Mi Hazánk Mozgalom elnökei | A Mi Hazánk Mozgalom elnökei |
| #                            | Kép                          | Név                          | Hivatal kezdete              | Hivatal vége                 | Forrás                       |
| ---------------------------- | ---------------------------- | ---------------------------- | ---------------------------- | ---------------------------- | ---------------------------- |
| 1                            |                              | Toroczkai László             | 2018. június 23.             | hivatalban                   | [ 87 ]                       |

### Mi Hazánk Ifjai
A Mi Hazánk Mozgalom politikusai 2018. október 14-én jelentették be, hogy a pártnak lesz ifjúsági tagozata, Mi Hazánk Ifjai néven. Célja a Mi Hazánk Alapszabálya szerint: "A Párt Ifjúsági Tagozatának célja a Párt ifjúságpolitikai céljainak képviselete, támogatása és megvalósítása." A Mi Hazánk Ifjai a Mi Hazánk Mozgalom 2018. október 23-i budapesti, Corvin-közi ünnepi nagygyűlésén bontott zászlót, ahol Walter Pál Péter, a szervezet alapító elnöke ismertette a Mi Hazánk Ifjai Küldetésnyilatkozata című alapdokumentumát. Az ifjúsági tagozat vezetősége 2018. november 19-én tartotta első országos szervezői gyűlését.

### Fekete István Szabadegyetem
2020. február elején, Trianon 100. évében, Fekete István Szabadegyetem néven új intézményt alapított Újbudán értelmiségi holdudvarából a Mi Hazánk Mozgalom. Igazgatónak dr. Popély Gyula felvidéki történészt, a Magyar Tudományos Akadémia doktorát, a Károli Gáspár Református Egyetem korábbi rektorhelyettesét kérték fel. A Szabadegyetemen már több előadást megtartottak, egy részük a koronavírus-járvány miatt elmaradt, de a jövőben is terveznek előadásokat.

### Kabinetek
Az elnökség és a párt tevékenységét 21 db szakmai kabinet támogatja, kabinetelnökök vezetésével.

### Párttagok száma
| A Mi Hazánk Mozgalom tagjainak száma | A Mi Hazánk Mozgalom tagjainak száma | A Mi Hazánk Mozgalom tagjainak száma |
| Év                                   | Tagok száma                          |                                      |
| ------------------------------------ | ------------------------------------ | ------------------------------------ |
| 2019.                                | kb. 1000 fő                          |                                      |
| 2020.                                | kb. 1300 fő                          |                                      |
| 2022.                                | kb. 2500-3000 fő                     |                                      |
| 2023.                                | kb. 3500-4000 fő                     |                                      |

## Ideológia, pártprogram

### Ideológia

#### Politikai elhelyezkedés
A politikai spektrumon belül a szélsőjobboldalhoz sorolják. A mozgalom tagjai gyakran használják a harmadikutas kifejezést is, mondván hogy a párt elítéli a jobboldali Fidesz-KDNP kormányt és a baloldali, liberális ellenzéki összefogás tagjait is, ezáltal a Mi Hazánk a harmadik választási lehetőség, a Harmadik Út.

#### Ideológiák
A párt nacionalista, nemzeti konzervatív, saját magát az egyetlen hazai antiglobalista pártként jellemzi, tehát támogatja az erős nemzetállamot és a nemzeti-kulturális identitás tükröződését az állam tevékenységében. A mozgalom fontosnak tartja a zöldpolitikát és az állatvédelmet, ezért ezeknek a népszerűsítésére a Mi Hazánk létrehozta saját kabinetjét Zöld Hazánk Kabinet néven. A párt támogatja a Trianoni békeszerződés felülvizsgálatát, revízióját, a határon túli magyarok autonómiatörekvéseit. A párt globalizációellenes, a globalizáció helyett a magyar tradíciókat, hagyományokat, ünnepeket tartja fontosnak, ezáltal ellenez mindenféle illegális bevándorlást. A Mi Hazánk Mozgalom euroszkeptikus, mivel a párt népszavazást kezdeményezne arról, hogy Magyarország elhagyja-e az Európai Uniót, ugyanis közleményük szerint az EU csorbítja a nemzeti önrendelkezést, és egyre jobban beleszól az országok belügyeibe. A mozgalom szerint Magyarországnak önállósodnia kéne gazdasági téren, ennek megteremtésére a párt több száz kis- és nagyüzemet hozna létre az ország területén, és új földosztási programot hirdetnének. Közbiztonság terén szigorítanák a büntetéseket és a büntetésvégrehajtást (szingapúri modell alapján), a kábítószer-birtoklásért börtönbüntetés járna, a börtönöket munkatáborrá alakíttatnák, súlyos esetekben a büntetést Szibériában hajtanák végre, továbbá visszaállítanák a halálbüntetést, amit a visszaeső, többszörös gyilkosokon hajtatnának végre. Ezeken kívül a Mi Hazánk Mozgalom támogatja többek között a turisztikai infrastruktúra fejlesztését, a független, magyar közösségi hálózat létrehozását, az egészségügy rendbetételét, az oktatás megreformálását és a sorkatonaság visszaállítását. A mozgalom elítéli a szexuális kisebbségek „magamutogatását”, ezen kisebbségek szervezeteinek, rendezvényeinek támogatását, mint például a Budapest Pride-ot , továbbá korlátoznák a társadalmi nemek elméletének népszerűsítését az oktatási intézményekben.[forrás?]

### Pártprogramok

#### 2019-es európai parlamenti választási program
A Mi Hazánk Mozgalom jelölőszervezetként történő nyilvántartásba vétele az európai parlamenti képviselők 2019. évi választására 2019. március 10. napján megtörtént. Az ajánlóívek 2019. április 6-i átvételét követően, a Mi Hazánk vezetői, Toroczkai László, Árgyelán János és Novák Előd, 2019. április 12-én negyedik pártként adták le az előírt 20.000 ajánlástól jóval több, 30 ezer összegyűjtött ajánlást a Nemzeti Választási Irodának, majd bejelentették a Mi Hazánk Mozgalom 63 jelöltet tartalmazó önálló pártlistáját Nemzeti Választási Bizottságnak, megelőzve ezzel több, parlamenti frakcióval rendelkező pártot.
A Mi Hazánk Európája – 2019-es európai parlamenti választási program

#### Virradat Program
A 2022-es magyarországi országgyűlési választás kampány indulása előtt, a Mi Hazánk évértékelőjén jelentették be a párt választási programjaként is, a Virradat Program címet viselő, könyv formátumban, nyomtatásban, hangoskönyvként és lapozható formátumban is megjelent dokumentumot, amely bevezető mondatai szerint: "A Mi Hazánk Virradat Programja nemcsak egy választási program, hanem több cikluson átívelő munkaterv, ami a kisiklatott rendszerváltás stratégiai hibáit kívánja orvosolni."
2025. év elején felhívást tettek közzé a Virradat Program 2.0 verziójának megalkotásáról, amelyhez széles körű társadalmi részvételt, javaslatokat, ötleteket kértek médiafelületeiken.

## Választási eredmények, jelöltek

### Országgyűlésiválasztások
| Választás | Szavazatok száma | Szavazatok aránya | Mandátumok száma | Mandátumok aránya | Parlamenti szerepe |
| --------- | ---------------- | ----------------- | ---------------- | ----------------- | ------------------ |
| 2022-es   | 332 440          | 5,88%             | 6 / 199          | 3,02%             | ellenzék           |

#### 2022-es országgyűlési választások

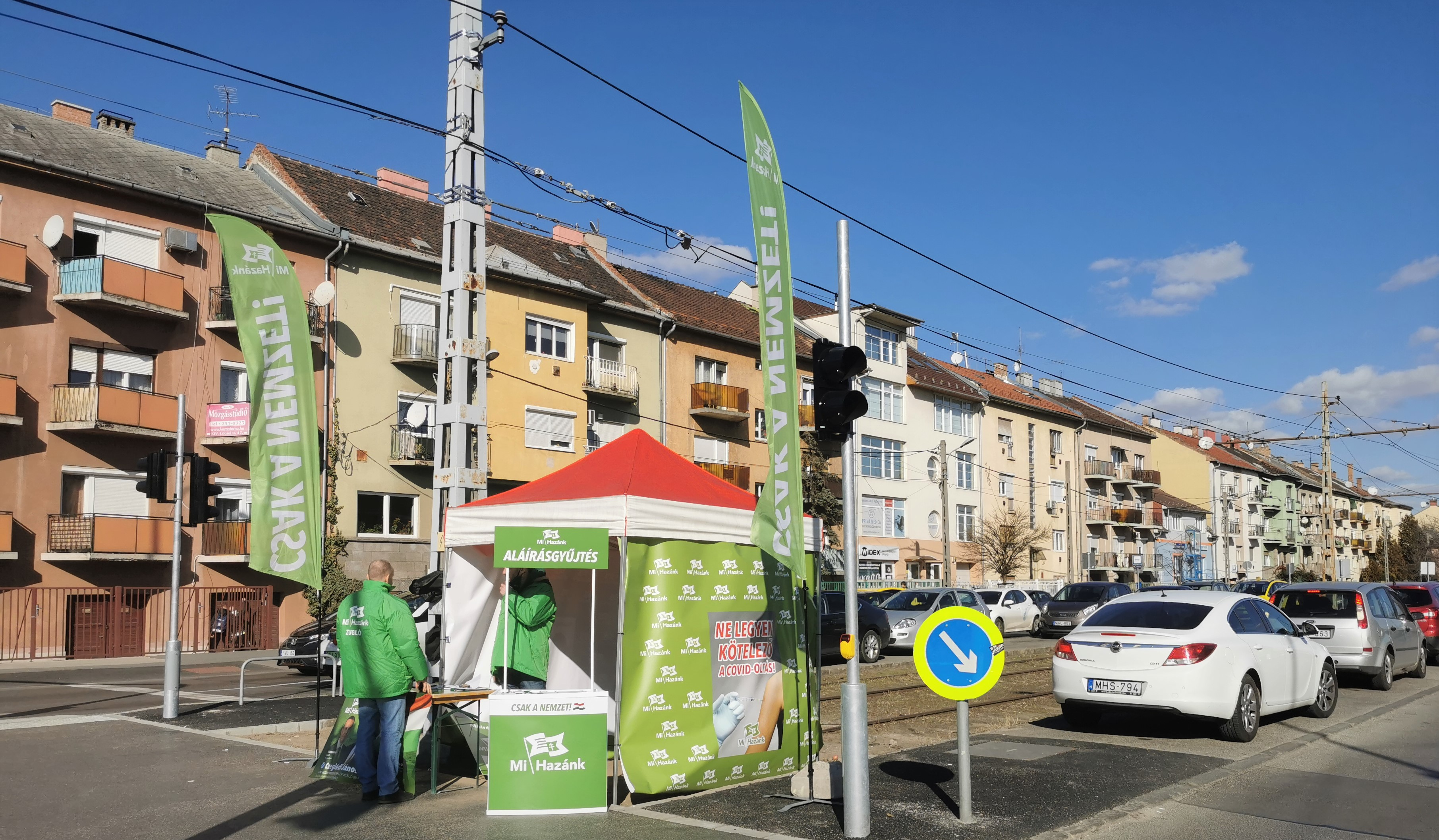
Kampánystart 2022

A Mi Hazánk korán kinyilvánította, hogy kizárt mind az egyesült ellenzékkel, mind a kormánypártokkal való együttműködése, így önállóan – mint harmadik út – indul a 2022-es magyarországi országgyűlési választáson, önálló jelöltet indítva mind a 106 egyéni választókerületben.
2021. március 1-én mutatták be a Mi Hazánk miniszterelnök-jelöltjét, Toroczkai László személyében.
A Mi Hazánk elnöke 2021. március 9-én Békéscsabán, majd az országos elnökség tagjai országszerte elkezdték a 2022-es magyarországi országgyűlési választáson indítandó jelöltek bemutatását. 2021. április 25-én Dúró Dóra elnökhelyettes arról adott tájékoztatást, hogy jelöltjeik felét már be is mutatták. Október 23-i budapesti rendezvényükön került sor az összes, 106 jelölt bemutatására.
A 2022-es magyarországi országgyűlési választás február 12-én indult hivatalos választási kampányidőszaka során elsőként jelentett be önálló országos listát a Mi Hazánk Mozgalom. A jelöltállítás során a 106 egyéni választókerületből 102-ben sikerült egyéni jelöltet bejelenteniük.
A választás április 3-i urnazárását követő, nem teljes feldolgozottságú eredményei alapján a Mi Hazánk Mozgalom országos listáról 7 képviselői mandátum megszerzését jelezték, azonban a levélszavazatok beérkezését követően a Nemzeti Választási Bizottság 6 mandátumot eredményező, 6,45 %-os végleges eredményt állapított meg. Országgyűlési képviselői mandátumot szereztek tehát: Toroczkai László, Dúró Dóra, dr. Apáti István, Novák Előd, Szabadi István és Dócs Dávid (valamennyien a Mi Hazánk országos elnökségének tagjai - ), a lista 7. helyén indított Pakusza Zoltán országos alelnök végül nem jutott mandátumhoz.

#### Időközi országgyűlési választások 2024-
A 2025-ös dombóvári időközi választáson (Tolna vármegye 2. OEVK) Dúró Dórát, az Országgyűlés alelnökét indította képviselőjelöltként a Mi Hazánk, aki a Fidesz-KDNP jelöltje mögött, a második helyen végzett,  19,29 %-kal.
A 2025-ös újpesti időközi választáson (Budapesti 11. OEVK a Mi Hazánk Mozgalom Balog Csabát, a párt angyalföldi önkormányzati képviselőjét és budapesti elnökét indította.

### Önkormányzativálasztások

##### 2019-es önkormányzati választás
A 2019-es önkormányzati választáson összesen nyolc megyei közgyűlési mandátumot szereztek, Csongrád megyében kettőt is, ezzel a hatodik helyezett lett az MSZP mögött. A párt 921 jelöltet állított, vagyis többet, mint a Momentum és az LMP együttvéve. Országosan 2 Mi Hazánkos polgármester és 21 települési képviselő lett. A megyékben Budapesttel együtt átlagosan 5,15%-ot szerzett.

##### Időközi önkormányzati választások 2018-2024
Békés városban a 2018. szeptember 2-i időközi önkormányzati egyéni választókerületi képviselőválasztáson Földesi Mihály a Mi Hazánk Békés megyei megbízott elnöke a szavazatok 29,28 %-át kapva 2. helyen szerepelt a Fidesz-KDNP-Jobboldali Összefogás Békésért választási koalíció jelöltje mögött.
Vatta községben a 2020. szeptember 20-i időközi önkormányzati képviselőválasztáson a legtöbb szavazattal nyert önkormányzati képviselői mandátumot a Mi Hazánk jelöltje, Báthori Lóránt.
Békés városban a 2023. június 11-i időközi önkormányzati egyéni választókerületi képviselőválasztáson Földesi Mihály a szavazatok 51,95%-át megkapva maga mögé utasította a Fidesz-KDNP jelöltjét.

##### Megyei közgyűlési mandátumok 2019-2024
| Vármegye               | 2019            | 2019                 | 2019                  |
| Vármegye               | Összes mandátum | Mi Hazánkos mandátum | Szavazatok aránya (%) |
| ---------------------- | --------------- | -------------------- | --------------------- |
| Bács-Kiskun            | 23              | 1                    | 5,48                  |
| Baranya                | 18              | 0                    | 4,18                  |
| Békés                  | 17              | 1                    | 6,04                  |
| Borsod-Abaúj-Zemplén   | 29              | 0                    | –                     |
| Csongrád-Csanád        | 20              | 2                    | 9,06                  |
| Fejér                  | 20              | 1                    | 6,76                  |
| Győr-Moson-Sopron      | 21              | 0                    | –                     |
| Hajdú-Bihar            | 24              | 0                    | 4,77                  |
| Heves                  | 15              | 0                    | –                     |
| Jász-Nagykun-Szolnok   | 18              | 1                    | 5,83                  |
| Komárom-Esztergom      | 15              | 0                    | –                     |
| Nógrád                 | 15              | 1                    | 5,57                  |
| Pest                   | 44              | 0                    | –                     |
| Somogy                 | 15              | 0                    | –                     |
| Szabolcs-Szatmár-Bereg | 25              | 0                    | 3,44                  |
| Tolna                  | 15              | 0                    | 5,18                  |
| Vas                    | 15              | 0                    | –                     |
| Veszprém               | 17              | 1                    | 5,13                  |
| Zala                   | 15              | 0                    | 5,21                  |
| Összesen               | 381             | 8                    | 5,15                  |

#### 2024-es önkormányzati választás
A 2024-es önkormányzati választáson a Mi Hazánk a pártok közül elsőként, 2023. szeptember 2-án jelentette be budapesti főpolgármester-jelöltjét, dr. Grundtner András jogász személyében.
November 21-én Szabadi István országgyűlési képviselő, a Mi Hazánk pártigazgatója nagy visszhangot kiváltó törvényjavaslatot nyújtott be az Országgyűlésnek a választási törvény módosításáról, amely a fővárosi képviselők listás választására is javaslatot tett többek között.
December 16-án a párt elnökhelyettese, Dúró Dóra Grundtner András főpolgármester-jelöltön kívül már a 23 kerületi polgármesterjelöltet is bemutatta, majd 2024. február 23-án a fővárosi városvédelmi és -fejlesztési programjukat is ismertették a nyilvánossággal. 
2024. március 12-én elsőként jelentették be indulásukat a 2024-es önkormányzati választáson és az Európai Parlament tagjainak választásán.
A 2024. április 20-án kezdődő kampányidőszak során a Mi Hazánk Mozgalom mind a 19 vármegyében önállóan tudott listát állítani, a Fidesz-KDNP és a DK mellett. A 2019-es önkormányzati választás jelöltállítási eredményeit magasan túlszárnyalva 2034 fő települési önkormányzati képviselőjelöltet, 127 polgármesterjelöltet, 304 fővárosi és vármegyei listás jelöltet állított önállóan.
A választáson 158 új képviselői mandátumot szereztek összesen a Mi Hazánk jelöltjei.

#### Időközi önkormányzati választások 2025-2029
2025. január 19-én Budapest III. kerületben (6. EVK) időközi egyéni választókerületi képviselő választás tartanak, amelyen a Mi Hazánk jelöltjeként Ormándi-Edőcs Beáta indult.
2025. szeptember 28-án Gyömrőn időközi polgármester és két egyéni választókerületi képviselő választás tartanak, amelyen a Mi Hazánk jelöltjeként a polgármesteri és a 2. számú egyéni választókerületi képviselői mandátumért Kisberk Szabolcs, a Mi Hazánk sajtófőnöke indul.

##### Megyei közgyűlési mandátumok 2024-től
| Vármegyei közgyűlés    | 2024            | 2024                 | 2024                  |
| Vármegyei közgyűlés    | Összes mandátum | Mi Hazánkos mandátum | Szavazatok aránya (%) |
| ---------------------- | --------------- | -------------------- | --------------------- |
| Bács-Kiskun            | 23              | 5                    | 20,37                 |
| Baranya                | 18              | 2                    | 12,16                 |
| Békés                  | 16              | 3                    | 21,04                 |
| Borsod-Abaúj-Zemplén   | 28              | 5                    | 18,68                 |
| Csongrád-Csanád        | 19              | 5                    | 24,08                 |
| Fejér                  | 20              | 3                    | 13,59                 |
| Győr-Moson-Sopron      | 22              | 4                    | 18,00                 |
| Hajdú-Bihar            | 24              | 4                    | 17,60                 |
| Heves                  | 15              | 2                    | 14,45                 |
| Jász-Nagykun-Szolnok   | 18              | 3                    | 14,04                 |
| Komárom-Esztergom      | 15              | 2                    | 15,66                 |
| Nógrád                 | 15              | 3                    | 22,06                 |
| Pest                   | 46              | 8                    | 17,25                 |
| Somogy                 | 15              | 1                    | 10,36                 |
| Szabolcs-Szatmár-Bereg | 25              | 4                    | 15,19                 |
| Tolna                  | 15              | 2                    | 14,76                 |
| Vas                    | 15              | 2                    | 11,22                 |
| Veszprém               | 17              | 2                    | 13,44                 |
| Zala                   | 15              | 2                    | 15,17                 |
| Összesen               | 381             | 62                   | 16,00                 |

#### Mi Hazánk-os és Mi Hazánk-os támogatottságú polgármesterrel rendelkező települések
- Ásotthalom – Toroczkai László (2013–2022), Papp Renáta (2022–, független)[146][147]
- Cserháthaláp – Dócs Dávid (2015–2022), Dócsné Sávolyi Henriett (2022–)[148]
- Homorúd – Éberling Balázs (2019–2024)[149][150]
- Pilis - László Attila (MEA) (2024-) [151][152]

### Európai parlamentiválasztások
A Nemzeti Választási Bizottság a Mi Hazánk Mozgalom pártot 2019. március 7. napján a jelölőszervezetként nyilvántartásba vette. A párt a 2019-es Európai Parlamenti választáson 3,29%-os eredménnyel a hatodik helyet érte el.
A 2024-es Európai Parlamenti választáson a párt EP listáját Toroczkai László vezette, mögötte Dúró Dóra állt a második helyen, de mindketten előre jelezték, hogy nem kívánják felvenni a megszerzett mandátumukat (csak „húzónévként” szerepelnek a lista élén), így lemondásuk után a lista 3. helyén álló Dr. Borvendég Zsuzsanna szerzett mandátumot az Európai Parlamentbe,
| Választás | Szavazatok száma | Szavazatok aránya | Mandátumok száma | Európai parlamenti csoport | Európai párt |
| --------- | ---------------- | ----------------- | ---------------- | -------------------------- | ------------ |
| 2019-es   | 114 156          | 3,29%             | 0/21             | –                          | –            |
| 2024-es   | 306 404          | 6,71%             | 1/21             | Szuverén Nemzetek Európája | Független    |

### Köztársaságielnök-választások
A Mi Hazánk Mozgalom 2022-ben Popély Gyula felvidéki történészt, egyetemi tanárt, az MTA doktorát, 2024-ben, Novák Katalin lemondása után pedig Csath Magdolna közgazdászprofesszort javasolta a köztársasági elnöki tisztségre.

## Az Országgyűlésben

### A Mi Hazánk Országgyűlési képviselőcsoportja
2022. április 27-én megalakult a Mi Hazánk országgyűlési képviselőcsoportja, amelyben Toroczkai Lászlót a Mi Hazánk frakcióvezetőjévé, Novák Elődöt és dr. Apáti Istvánt a Mi Hazánk frakcióvezető-helyettesévé választották.
Az Országgyűlés 2022. május 2-i alakuló ülésén – amelyen Dúró Dóra korjegyzői megbízatást is teljesített – hivatalosan is bejelentették a Mi Hazánk országgyűlési képviselőcsoportjának megalakulását, amelynek vezetője Toroczkai László, további tagjai: dr. Apáti István, Dócs Dávid, Dúró Dóra, Novák Előd és Szabadi István.
Az Országgyűlés ugyanezen az ülésén Dúró Dórát az Országgyűlés alelnökének, Dócs Dávidot az Országgyűlés jegyzőjének megválasztotta.

### Országgyűlési bizottsági munka
A parlamenti pártok megállapodásának hiányában az országgyűlési állandó bizottságok tagjaira az Országgyűlés elnöke tett javaslatot. Bár a Mi Hazánk bejelentette igényét a Nemzetbiztonsági Bizottság elnöki tisztségére – amelyet hagyományosan ellenzéki képviselő tölt be – a benyújtott határozati javaslat alapján e bizottságban a Mi Hazánk képviselőcsoport tagjai közül még tagságra sem tett javaslatot a Házelnök.
A határozati javaslat alapján az Országgyűlés dr. Apáti Istvánt a Vállalkozásfejlesztési bizottság elnökének, Szabadi Istvánt a Kulturális bizottság alelnökének és a Törvényalkotási bizottság tagjának, Dócs Dávidot a Mezőgazdasági bizottság tagjának megválasztotta.

#### Házbizottság
Az Országgyűlés Házbizottságának tagja lett a Mi Hazánk képviselői közül Toroczkai László frakcióvezető és Dúró Dóra országgyűlési alelnök.

#### Egyéb bizottságok
Az Országgyűlés 2022. május 2-i alakuló ülésén dr. Apáti Istvánt a Vállalkozásfejlesztési bizottság elnökének, Szabadi Istvánt a Kulturális bizottság alelnökének és a Törvényalkotási bizottság tagjának, Dócs Dávidot a Mezőgazdasági bizottság tagjának választotta.

## Nemzetközi kapcsolatok
A Mi Hazánk rendezvényein rendszeresen felszólalnak az európai államok nemzeti jobboldali, patrióta, szuverenista és euroszkeptikus pártjainak képviselői, mint ahogyan a Mi Hazánk delegációi is részt vesznek külföldi partnerszervezeteik rendezvényein.
A Mi Hazánk 2023. október 23-i Corvin-közi ünnepségén felszólalt pl. Roman Fritz, a lengyelországi Konfederacija pártszövetség parlamenti képviselője, de a Mi Hazánk Ifjai is erősíti a lengyel kapcsolatokat.
A Mi Hazánk 2024. január 27-i évértékelőjén részt vett a a német szélsőjobboldali Alternatíva Németországért (AfD) egy képviselője, a svéd szélsőjobbos Alternatíva Svédországért (AfS) elnöke, a holland szélsőjobbos Fórum a Demokráciáért (FvD), valamint a szélsőjobboldali bolgár Újjászületés párt képviselője, valamint török, katari és más közel-keleti diplomaták is.
Országgyűlési tisztségviselőik rendszeresen részt vesznek és felszólalnak a nemzetközi szervezetek, így pl. az EBESZ, vagy az Interparlamentáris Unió rendezvényein.
A párt 2024. június 10-én megalakította az AfD-vel és más szuverenista és globalizációellenes pártokkal közösen a Szuverén Nemzetek Európája (ESN) EP frakciót.
A Mi Hazánk főszervezésével 2024. november 9-én kerül megrendezésre Budapesten a Hungulf Expó és Konferencia rendezvény az Öböl Menti Együttműködési Tanács országainak (Kuvait, Bahrein, Katar, Egyesült Arab Emírségek, Omán, Szaúd-Arábia) politikai és gazdasági szereplőinek meghívásával. Célja, hogy a magyar vállalkozások, kiemelten a KKV-szektor, valamint a magyar gazdák, termelők számára piacot találjon az Öböl-menti országokban.